# K信託亞洲
K信託亞洲（英語：K-Reit Asia，SGX：K71U），在2005年由吉寶置地有限公司成立一家房地产投资信托。
現時主要業務在新加坡投资于一组优质房地产及房地产相关的资产，而總部位於1 HarbourFront Avenue #18-01 Keppel Bay Tower Singapore 098632。現時首席執行官為Ng Hsueh Ling。
而股份在2006年4月28日於新加坡交易所主板上市。由於不作公開發售，故只能以介紹形式上市。

## 主要資產
- 大東方集團大廈
- 英國保誠集團大廈
- 吉寶大廈

## 連結
- KREITAsia.com （页面存档备份，存于）